# دانيلو ريوس
دانيلو ريوس (بالبرتغالية: Danilo Rios‏) هو لاعب كرة قدم برازيلي، ولد في 9 يونيو 1988 في Jacobina ‏ في البرازيل. لعب مع أتلتيكو مينيرو وغريميو بورتو أليغرينزي ونادي باهيا ونادي جوفنتودي ونادي ساو كايتانو ونادي غواراني ونادي فورتاليزا ونادي فيتوريا.

## وصلات خارجية
- دانيلو ريوس على موقع قاعدة بيانات كرة القدم.إي يو (الإنجليزية)